# Leopard 1
De Leopard 1 is een Duitse gevechtstank waarvan het eerste exemplaar in 1965 werd gebouwd. De meeste gebruikers hebben de tank intussen vervangen door een modernere. In onder andere Duitsland werd de tank vervangen door zijn opvolger, de Leopard 2. In totaal werden meer dan 6485 exemplaren afgeleverd: 4744 gevechtstanks en 1741 varianten. Van de gevechtstanks zijn er 720 in Italië in licentie gebouwd, van de varianten 160. Daarboven waren er 80 prototypen en voorserievoertuigen.

## Geschiedenis
Het Leopardproject begon op 23 november 1956 met als doel een zeer mobiele middelzware tank te ontwikkelen, de Standard-Panzer, om in de toekomst de dan verouderde M47 Patton-tanks te vervangen, die op dat moment aan de net opgerichte Bundeswehr werden geleverd. Dit plan sprak ook Frankrijk aan, van welk land juist het AMX 50-project aan het mislukken was. In juni 1957 tekenden de Bondsrepubliek en Frankrijk een overeenkomst over de ontwikkeling van een gezamenlijke tank genaamd Europa-Panzer. Drie Duitse ontwerpteams (Arbeitsgruppe A, B en C), en een Frans team van het Atelier de Construction d'Issy-les-Moulineaux zouden elk twee prototypen leveren. Het zeer futuristische project van Arbeitsgruppe C, met een in de romp verzonken toren met mechanische lader die op een bol boven op de bodem scharnierde, zou echter worden beëindigd toen de firma Borgward in 1961 surseance van betaling moest aanvragen.
Op 25 juli 1957 werden in een aparte overeenkomst de doelspecificaties vastgelegd: de tank moest aan alle zijden 20 mm-granaten van snelvuurkanonnen kunnen weerstaan, kunnen opereren in gebieden waar chemische wapens werden gebruikt of die radioactief vervuild zijn en minstens evenveel munitie kunnen herbergen als Amerikaanse tanks. Het doel was vooral een zo mobiel mogelijk voertuig te ontwikkelen en te breken met de trend naar steeds zwaardere tanks, waarmee de Duitsers slechte ervaringen hadden opgedaan aan het eind van de oorlog. Het liefst moest de tank maar zo'n dertig ton wegen en een relatief motorvermogen hebben van dertig pk per ton. De hoofdbewapening moest desalniettemin een voor die tijd vrij zwaar 105 mm-kanon zijn. In september 1958 werd ook Italië bij de plannen betrokken.
Op 5 januari 1962 berichtten de VS, na beproeving van twee prototypes, dat ze niet aan het project zouden meedoen. Wegens het sterker vasthouden aan de oorspronkelijke specificaties door Frankrijk werd eind 1963 de samenwerking met dit land beëindigd. Italië veranderde van gedachte en kocht en bouwde vooreerst Amerikaanse M60 tanks; in 1970 zou men alsnog de Leopard aanschaffen en daarna zelfs bouwen.

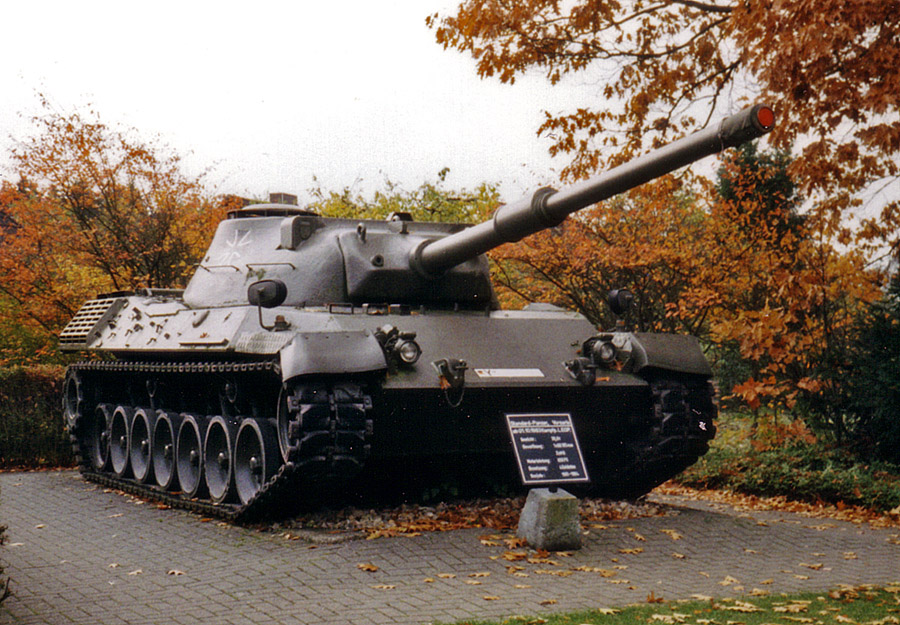
Prototype II A (1961-1964) in het tankmuseum van Munster, met de romp van de 0-serie en met het testmodel van de afstandsmeter.

Het eerste prototype B werd op 20 mei 1960 opgeleverd, de eerste A op 16 juni. De Duitse prototypen kwamen van Porsche en Rheinmetall. Ze werden tot 31 december in Duitsland getest en van 3 februari tot 9 maart 1961 met de Franse prototypen vergeleken. Ondertussen was men vanaf 1 januari 1959 al begonnen met het ontwikkelen van tanks in de "Prototype II"-fase: 26 van Arbeitsgruppe A en zes van Arbeitsgruppe B (waarvan er maar twee gebouwd zouden worden), respectievelijk met een toren van Wegmann en van Rheinmetall, die vanaf september 1960 geproduceerd werden.

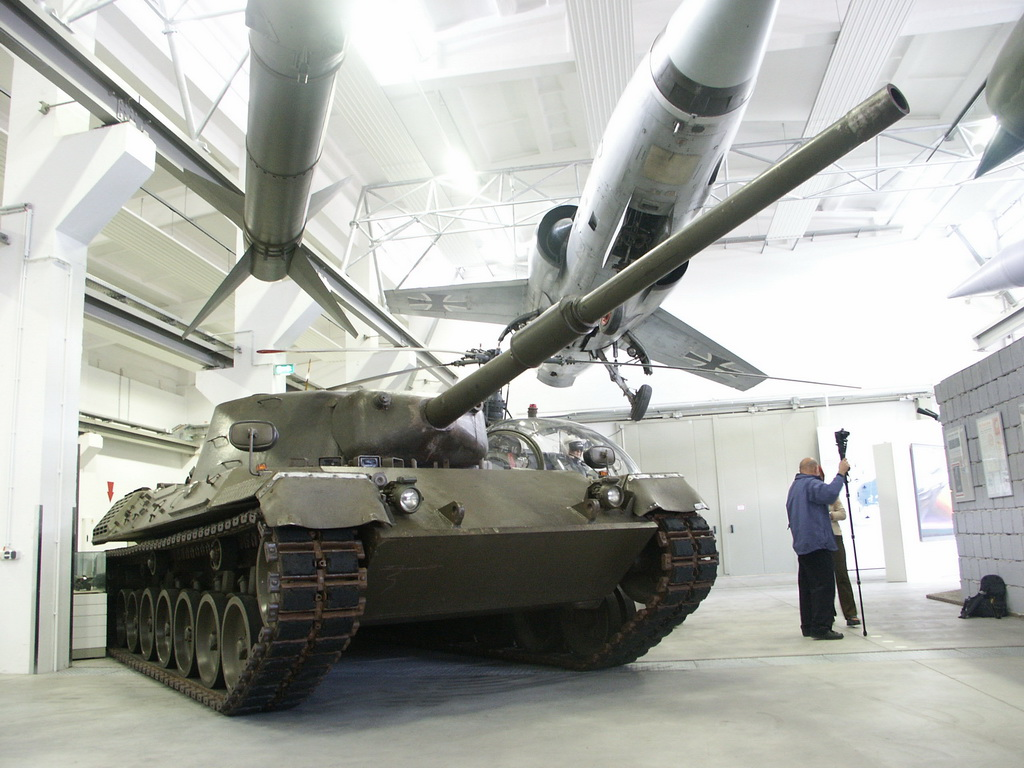
Een Duitse Leopard 1-prototype in het Bundeswerhmuseum in Dresden. Dit is de koepel van een van de zes Prototypen II van Arbeitsgruppe B op een onderstel van de 0-serie.

Tussen september 1962 en maart 1963 werden de verschillende Prototypen II getest. De Porsche Model 734 van Arbeitsgruppe A kwam als beste uit de testen. Dat had men ook al verwacht want al in juni 1961 had men besloten vanaf oktober 1961 van dit model vijftig exemplaren te bouwen in de zogenaamde "0-serie", een voorserie die gebruikt kon worden voor zeer intensieve beproeving, die zou lopen van september 1963 tot oktober 1965. De totale ontwikkelingskosten beliepen daarmee DM 249.030.222. Toch werden nog een aantal dingen gewijzigd zoals een nieuwe geschuttoren, een groter motorcompartiment en de verplaatsing van de uitlaatsleuven aan de zijkant. Er werd ook besloten om een optische afstandsmeter te installeren voor een hogere trefkans op langere afstand. Daardoor werd de toren wat hoger en kreeg hij "bulten" op de zijkanten voor de twee afstandsmeters die de triangulatie mogelijk maken. Hoewel met 65 km/u erg snel voor zijn tijd, was de tank niet al te licht bepantserd: hij kon aan de voorkant de pantsergranaat van de Russische T-54 weerstaan.
De tank werd in 1963 ook officieel Leopard genaamd, in navolging van de kattennamen van eerdere tanks uit de Tweede Wereldoorlog, de Tiger en de Panther. Leopard "1" zou het type pas eind jaren zeventig genoemd worden, toen de Leopard 2 verschenen was. Op 22 augustus 1963 werd voor de Bundeswehr een eerste bestelling van 1500 stuks geplaatst, die overigens pas op 27 juli 1965 definitief werd. Daarop begon de productie bij Krauss-Maffei AG in München. De levering van de eerste serie stond gepland tussen september 1965 en juli 1966. Het eerste exemplaar verliet de fabriek op 9 september 1965. De Leopard werd een groot exportsucces. De Britse Chieftain was te zwaar, de Amerikaanse M60 was verouderd en de Franse AMX 30, die eveneens uit het gemeenschappelijke project was voortgekomen, bleek tijdens vergelijkende tests een mindere kwaliteit te hebben: geen enkel land dat de Leopard 1 kón krijgen (de Duitsers hadden vrij strikte exportnormen) koos voor de AMX 30. Al snel werd de Leopard besteld door andere NAVO-leden, als eerste België; later zouden Australië, Canada, Denemarken, Griekenland, Italië, Nederland, Noorwegen en Turkije volgen.
Omdat de Leopard, net als andere tanks uit de jaren vijftig en zestig kwetsbaar bleek voor telegeleide raketten werd eind jaren zestig, na het mislukken van het MBT-70-project, begonnen aan een nieuwe tank in een hogere gewichtsklasse. Dit project resulteerde, vanuit de eerdere vergoldeter Leopard, via de officieel niet bestaande Keiler en de Eber, in de Leopard 2 die in veel landen de Leopard 1 heeft vervangen. Tegelijkertijd werd ook voor de Leopard 1 zelf het oorspronkelijk ontwerpprincipe - waarbij aan mobiliteit de voorkeur werd gegeven boven bepantsering - verlaten. Een reden hiervoor was mede dat de rol van de Leopard 1 veranderde: toen hij nog de modernste tank was, waren de pantserbrigades ermee uitgerust, die als manoeuvre-eenheden zo mobiel mogelijk moesten zijn. Juist deze eenheden werden echter als eerste met de Leopard 2 uitgerust, die ondanks zijn veel zwaardere bepantsering door een zeer krachtige motor beweeglijker was dan de Leopard 1. De Leopard 1's vervingen nu oudere tanks in de pantserinfanteriebrigades die desnoods ingegraven een versterkte stelling moesten kunnen verdedigen. Hun tanks moesten vanuit een statische positie een vuurduel met vijandelijke voertuigen kunnen winnen, waarbij een sterker frontpantser een belangrijk voordeel zou verschaffen. De Leopard A3 verhoogde het bepantseringsniveau van de toren met meer dan de helft; door gebruik te maken van een combinatie van afstandspantser, laminaatpantser en perforatiepantser, met de tussenruimten opgevuld met keramisch schuim, kon het gewicht beperkt blijven. Midden jaren zeventig was het officiële beleidsdoel alle Leopard 1's dezelfde bescherming te geven als de Leopard 2, dus zo'n 650 mm-staalequivalentie. Bij beproevingen bleek echter dat het chassis bij jarenlang gebruik daar eigenlijk te licht voor zou zijn. Er werd dus gekozen voor een tussenoplossing: de toren werd voorzien van zeer zware ophangingspunten die in geval van oorlog een overeenkomstig zwaar modulair pantser zouden kunnen dragen; voorlopig werden de tanks echter met een veel lichter afstandspantser uitgerust. Eind jaren negentig zouden echter de Canadese tanks standaard van een zwaar modulepantser worden voorzien: de C2 versie toont ongeveer hoe de andere Leopard 1's ten strijde zouden zijn getrokken. Een opmerkelijke eigenschap van deze voertuigen is dat vooral de bovenste helft van de toren gepantserd is, juist het gedeelte dat bij een ingegraven tank zichtbaar blijft.
Als gevolg van de Russische inval in Oekraïne besloten België, Nederland en Duitsland gezamenlijk oude Leopard 1s te reviseren. Het is de bedoeling om tussen honderdvijftig en tweehonderd tanks te herstellen, opwaarderen en aan Oekraïne te leveren.

## Versies
- Leopard 1: De eerste serie (400 voertuigen gebouwd van september 1965 tot juli 1966; serienummers vanaf 5001) is van deze versie. Duitsland werd daarmee in één klap de grootste westerse producent van tanks, nog boven de VS, en zou dat tot 1973 blijven.
- Leopard 1A1: Serie 2 tot en met 4 waren van versie A1. De tweede serie, genummerd vanaf 6001, bestond uit 600 exemplaren geleverd van juli 1966 tot juli 67; de derde, met nummers vanaf 7001, uit 500 stuks voor Duitsland geleverd van juli 1967 tot augustus 68 (daarboven werd een aantal uit de derde serie geleverd aan België); uit de vierde werden 345 stuks, 8001-8345, van augustus 1968 tot februari 1970 aan Duitsland geleverd. In totaal zijn er dus 1445 A1's gebouwd voor Duitsland. Daarnaast werden er tot juli 1972 voertuigen uit de vierde serie geleverd aan België, Nederland, Noorwegen en Italië, met serienummers 12001-12999 (niet alle gebruikt) en 13001-13160. In totaal zijn er 1080 A1's nieuw geëxporteerd. De A1 had een hydraulisch kanonstabilisatiesysteem van Cadillac Gage waardoor de tank al rijdend nauwkeurig kon richten. Verder werden op deze versie de beschermende panelen toegevoegd die de bovenzijde van de rupsbanden afschermen. Een nieuwe thermische slof rond de loop moest voorkomen dat het kanon krom boog als het door de zon beschenen werd. Een kleine verandering was dat de rubberen blokjes op de rupsbanden met één in plaats van twee pinnen werden bevestigd. Daardoor konden ze sneller vervangen worden door metalen X-vormige exemplaren om op sneeuw en ijs te rijden. Die laatste werden in de zomertijd op de voorkant van de romp bevestigd om mede te dienen als een primitief perforatiepantser. De actieve nachtkijkers (IR) werden vervangen door passieve exemplaren met beeldversterking. Tussen 1974 en 1977 werden alle exemplaren van de vier voorgaande series verbeterd tot Leopard 1A1A1 door het toevoegen van extra bepantsering op de toren. Op de toren werden ophangingspunten aangebracht voor bevestiging van een modulair pantsersysteem. De Duitse voertuigen kregen aan de zijkant standaard een afstandspantser met in rubber ingegoten platen perforatiepantser dat bescherming bood tegen snelvuurkanonnen en de RPG-7 raketwerper; op de kanonmantel was een klein stalen afstandspantser aangebracht. Het totale extra gewicht was 760 kilo. De volgende modificatie nam in 1980 het PZB 200-nachtzicht systeem over van de Leopard 2. De verbeterde versie heette Leopard 1A1A2. De verbeterde versie Leopard 1A1A3 kreeg een digitale SEM80/90 VHF-radio.
- Leopard 1A2: Tussen april 1972 en november 1973 werd de vijfde serie gebouwd, die over twee versies verdeeld werd. De 232 A2's, serienummers 14.001 tot en met 14.232, geleverd tot mei 1973, kregen een iets dikker pantser aan de zijkant van de toren. Om deze reden werden ze een paar jaar later niet van ophangingpunten voor een modulair afstandspantser voorzien: de toren was maar een duim breder maar dat zou toch een tweede versie van de zware modulevariant gevergd hebben en men vond dat een te dure investering voor slechts 232 tanks. Wel heeft de A2 ovale dekplaten over de kijkgaten van de afstandsmeter terwijl de A1A3 er ronde had. De Leopard 1A2A1 kreeg samen met de A1 en de A3 het PZB 200 systeem. De Leopard 1A2A2 had de digitale SEM80/90 VHF-radio zonder PZB 200 en de Leopard 1A2A3 was met beide uitgerust.
- Leopard 1A3: De laatste 110 stuks van serie 5, serienummers 14.233 tot en met 14.342, kregen een nieuw ontworpen gelaste geschuttoren met 1,5 m³ meer binnenruimte en speciaal pantser. Aan de voorkant was de pantserassemblage 54 centimeter dik, met een gewicht dat overeenkwam met een verticale plaat van 17 cm dikte. De pantserequivalentie bedroeg meer dan 300 mm in staal, voldoende om de stalen BM-9 staafpenetrator van de T-62 te stoppen; de effectiviteit tegen holleladingskoppen lag nog een derde hoger. Aan de zijkant was er een buitenste brekerlaag van zeer hard staal, gevolgd door een tussenruimte van zes centimeter; het hoofdpantser bestond uit drie staallagen voor een geaccumuleerd oppervlakeffect (een staalplaat biedt de meeste weerstand aan zijn oppervlak dat men daarom speciaal hardt). De zijkant was zo immuun tegen 30 mm-snelvuurkanonnen en de lichtste raketwerpers. De Leopard 1A3A1 kreeg weer PZB 200, de Leopard 1A3A2 de digitale radio en de Leopard 1A3A3 beide. Alle voertuigen van serie 5 gingen naar het Duitse leger.
- Leopard 1A4: De eerste exemplaren van de zesde serie, serienummers 15.001 tot en met 15.250, werden in augustus 1974 aan het Duitse leger geleverd. De A4 behield de nieuwe torenvorm van de A3 en had een nieuw gecomputeriseerd vuurcontrolesysteem en het bijpassende nieuwe EMES 12A1-zichtsysteem. De commandant kreeg zijn eigen nachtzichtsysteem, PERI R12. Door die nieuwe uitrustingen verkleinde de munitievoorraad tot 55 stuks, waarvan 42 in een magazijn links van de bestuurder. De A4 werd uitgefaseerd ten voordele van verbeterde versies van de A1A1 voor hij zelf verbeteringen kreeg. In totaal zijn er 250 exemplaren van afgeleverd tot in maart 1976 en daarmee kwam een eind aan de leveringen aan het Duitse leger, voor een totaal van 2437.
- Leopard 1A5: In 1980 werd een onderzoeksprogramma opgestart om te onderzoeken welke verbeteringen nodig waren om de Leopard 1 de 21ste eeuw in te loodsen. De tank was immers ontworpen als antwoord op de Sovjet T-55 en T-62 tanks maar die werden intussen vervangen door modernere T-64B en T-72B/M1 tanks. De hieruit voortgekomen Leopard 1A5 was gebaseerd op de vroegere A1A1 waarvan er 1339 gemodificeerd werden. De toren werd van achteren uitgebouwd en de munitie werd daarheen verplaatst. Na testen werd het nieuwe EMES 18 vuurcontrolesysteem van Krupp-Atlas Electronik in december 1983 geïnstalleerd. Belangrijk was ook het gebruik van meer effectieve APFSDS-munitie, met staafpenetratoren. De Leopard 1A5A1-verbetering kreeg de digitale radio. De eerste 1A5's werden geleverd in 1987. Ondertussen hebben bijna alle Leopard 1-gebruikers hun tanks tot dit niveau verbeterd.
- Leopard 1A6: Eén enkele 1A1A1 werd bij wijze van experiment uitgerust met het 120 mm-kanon van de Leopard 2 maar hier werd om praktische redenen toch van afgezien; het kanon was wat fors. Deze tank heeft de naam Leopard 1A6.

## Gebruikers
De volgende landen hebben of hadden Leopard 1-tanks in hun leger:
- Australië: 90 1AS1

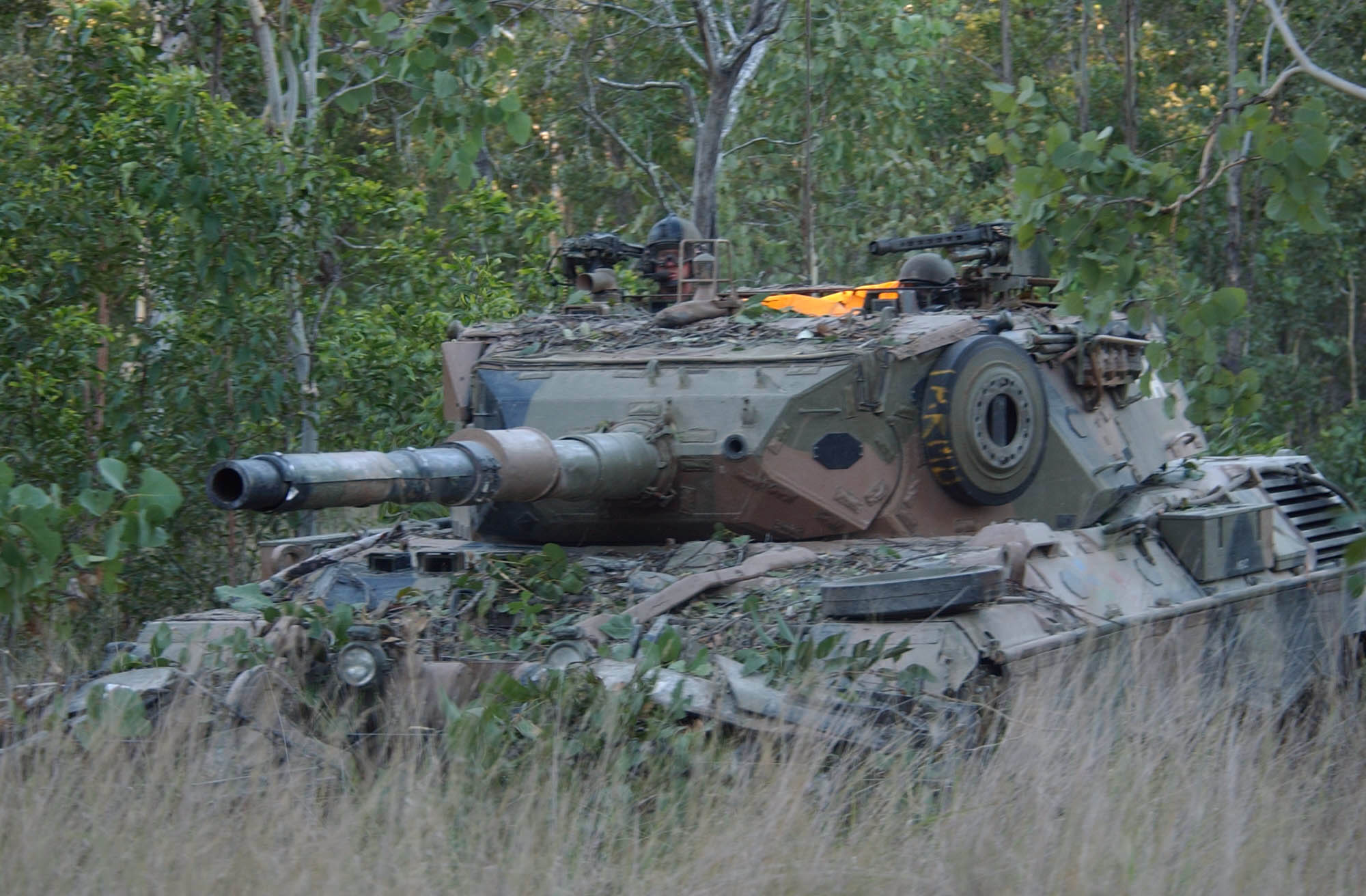
Een Australische Leopard 1AS1 (2005)

De Australische 1AS is het equivalent van de 1A3. De AS zijn uitgerust met het Belgische SABCA vuurcontrolesysteem met een laserafstandsmetingssysteem in plaats van het optische systeem. De tanks werden aan Australië geleverd tussen juni 1976 en november 1978, met serienummers 17001-17092.
- België: 334 1BE

België heeft zijn oude 1BE's, 334 stuks gebouwd tussen mei 1968 en maart 1971 uit de derde en vierde serie na een bestelling op 14 december 1967, verbeterd tot 1A5 standaard. De Belgische Leopards zijn verder uitgerust met FN 7,62 mm-machinegeweren en kregen in 1975 extra opslagdozen aan de zijkant. Een thermische loopslof, een kanonstabilisatiesysteem en het SABCA vuurcontrolesysteem werden tevens geïnstalleerd. In 1988 werd 1 1BE uitgerust met ophangingspunten voor een licht afstandspantser, een nieuwe vuurcontrolecomputer en een thermisch zichtsysteem. Begin jaren zeventig verving de Leopard bijna alle oudere tanks. De tankmacht van het Belgische leger werd toen fors ingekrompen. Er bleven maar acht tankbataljons over. Hoewel die vrij klein waren, met een sterkte van slechts veertig tanks per bataljon, betekende dat toch een totale organieke sterkte van 320 tanks op een arsenaal van 334. De materieelreserve was dus eigenlijk veel te klein. Om de inzetbaarheid niet in het gedrang te brengen, besloot men het afstandspantser voorlopig in feite niet aan te brengen. Verdere inkrimpingen verminderden het aantal tanks van 334 naar 141. De 132 gemoderniseerde 1BE's werden tussen 1994 en 1997 opgeleverd. Bij deze zijn de ophangingspunten weer verwijderd, alsmede de oude afstandsmeterkijkers. Er werden nog wat testen gedaan met een nieuw, lichter dan 650 mm-equivalentie, permanent modulair pantser, maar die werden afgebroken toen bleek dat België overwoog alle MBT's te gaan uitfaseren. In 2014 nam het Belgisch leger afscheid van 83 overgebleven Leopards.
- Brazilië: 128 1A5BE

Brazilië kocht in 1997 128 tweedehands 1A5BE's, verbeterde 1BE's, van België. De laatste werden ontvangen in 1999. Ze rusten drie regimenten uit en een tankschoolregiment. Het land probeert nog meer, mogelijk 180, Leopard 1's over te kopen.
- Canada: 114 1C1/1C2

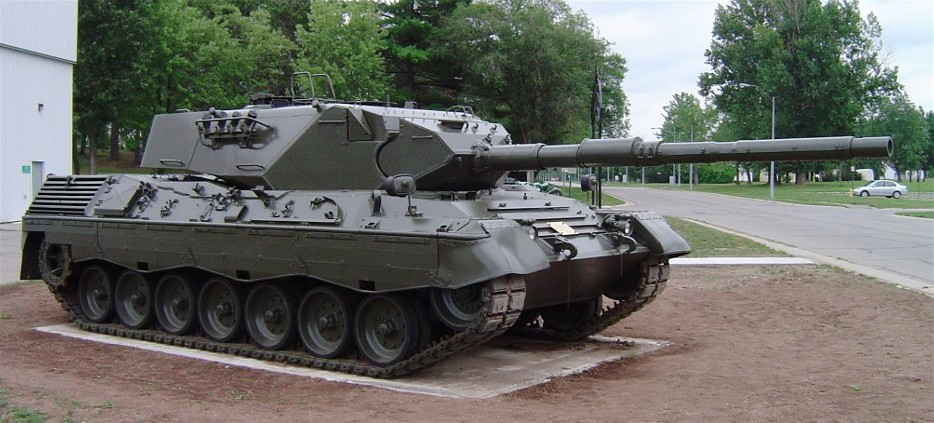
Leopard 1C1

Canada's 1C1's komen overeen met de 1A3, 114 werden er gebouwd vanaf juli 1978 tot juni 1979 na een order uit juni 1976; 83 door Kraus-Maffei, 31 door MaK te Kiel, met serienummers 18001-18114. Er werden wel een aantal wijzigingen aangebracht, waaronder het Belgische SABCA vuurleidingssysteem. De order had een waarde van 187 miljoen dollar. Voordat de Canadese voertuigen klaar waren, werden eerst 35 Leopard 1's gehuurd uit de Duitse materieelreserve. Kraus-Maffei nam in ruil alle Canadese Centurions in Europa over en verkocht ze aan Oostenrijk voor inbouw als kazemat in een fortificatielinie. In de jaren negentig werden verschillende C1's verbeterd met een nieuw Duits MEXAS-pantser dat de pansterequivalentie frontaal op 400 mm bracht maar vooral de zijkanten van de toren en ook de romp beter pantserde. In 2000 kwam er met de 1C2 een derde generatie die een aantal verbeteringen aanbracht met levering in 2001, waaronder een veel zwaarder modulair pantser met 650 mm-equivalentie, overgenomen van de Duitse oorlogsvoorraden. Alle tanks moesten daartoe van een Duitse A5 toren worden voorzien om het pantser te laten passen.
- Chili: 250 1V

Chili kocht 250 tweedehands 1V's van Nederland voor tachtig miljoen Nederlandse gulden, na bemiddeling door Joep van den Nieuwenhuyzen. Door die aankoop heeft Chili een van de grootste tankarsenalen in Zuid-Amerika.
- Denemarken: 230 1A5DK

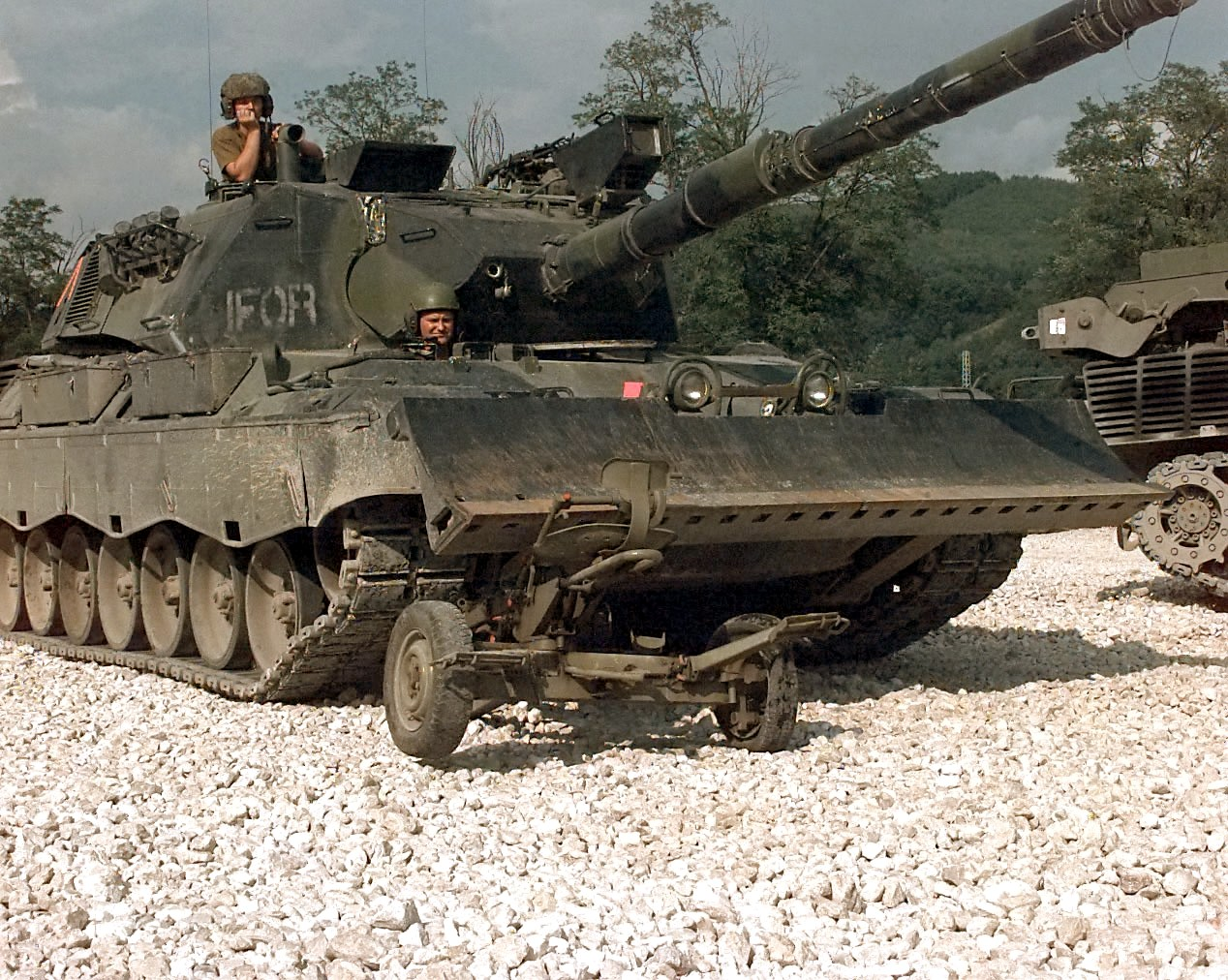
Een IFOR Leopard 1A5DK tijdens Operatie Joint Endeavor (1996).

Denemarken kreeg zijn eerste 1A3's van februari 1976 tot augustus 1978 na een order van 120 stuks uit juni 1974, serienummers 16001-16120. Het enige verschil met de standaard A3 was dat ze kleine ruitenwissertjes hadden op de vizieren en episcopen. Ze werden tussen 1990 en 1994 verbeterd tot 1A5DK met het EMES 18-vuurleidingsysteem. Het land bestelde in 1989 ook 110 oude 1A3's in Duitsland die tevens verbeterd werden en die in 1992-1994 werden geleverd; op dit moment worden de Leopard 1's weer uitgefaseerd en in 2005 waren er nog 130 over.
- Duitsland: 2437 1*

Duitsland heeft als land van oorsprong van de Leopard 1 alle versies in gebruik of in gebruik gehad. Daarvan waren er volgens de VN-opgaaf van 2005 nog een 606 over in de oorlogsvoorraden.
- Griekenland: 466 1A3/1A5/1V

Griekenlands eerste 106 1A3's werden tussen februari 1983 en maart 1984 geleverd. Tijdens het kolonelsregime tot 1974 was het Griekenland verboden geweest Leopard 1's te verwerven en had men maar de Franse AMX-30 aangeschafd. Ondanks dat dit een tank was met op papier ongeveer dezelfde eigenschappen als de Leopard 1, nam men in 1977 toch het besluit het arsenaal met nog een type uit te breiden; alle AMX-30's zijn tegenwoordig uitgefaseerd. In april 1981 plaatste men een order voor 106 nieuwe Leopard 1's en vier bergingstanks met een waarde van 300 miljoen DM. Het feit dat ook Turkije toen Leopard 1's aanschafte, speelde daarbij een rol. In 1991 kreeg Griekenland 99 1V's van Nederland, in juni 1992 75 A5's van Duitsland. Later volgden nog eens 69 tanks van Nederland. In oktober 1998 werden 170 A5's besteld van Duitsland waarvan de eerste al op 15 oktober dat jaar geleverd kon worden; nog eens 150 Leopard 1A5's uit de Duitse materieelreserve zijn in augustus 2005 besteld, wat het totaal op 598 zou brengen; de VN-opgaaf voor 2005 was 466. De oudere voertuigen worden van een nieuw vuurcontrolesysteem voorzien.
- Italië: 920 1A5

Italiës eerste 200 Leopard 1's werden na een order uit 1970 van september 1971 tot juli 1972 geleverd: veertig uit de vierde serie uit de 12001-12999 reeks en 160 uit de 13001-13160-reeks. Daarna werden vanaf 26 september 1974 tot 1978 nog een 600 stuks in licentie gebouwd; tot 1983 nog een 120 stuks extra. Na 81 varianten die men uit Duitsland betrok, bouwde men in het midden van de jaren tachtig nog eens 160 zelf.
- Leopard 1 tank 1979, Amersfoort Nederland: 468 1V

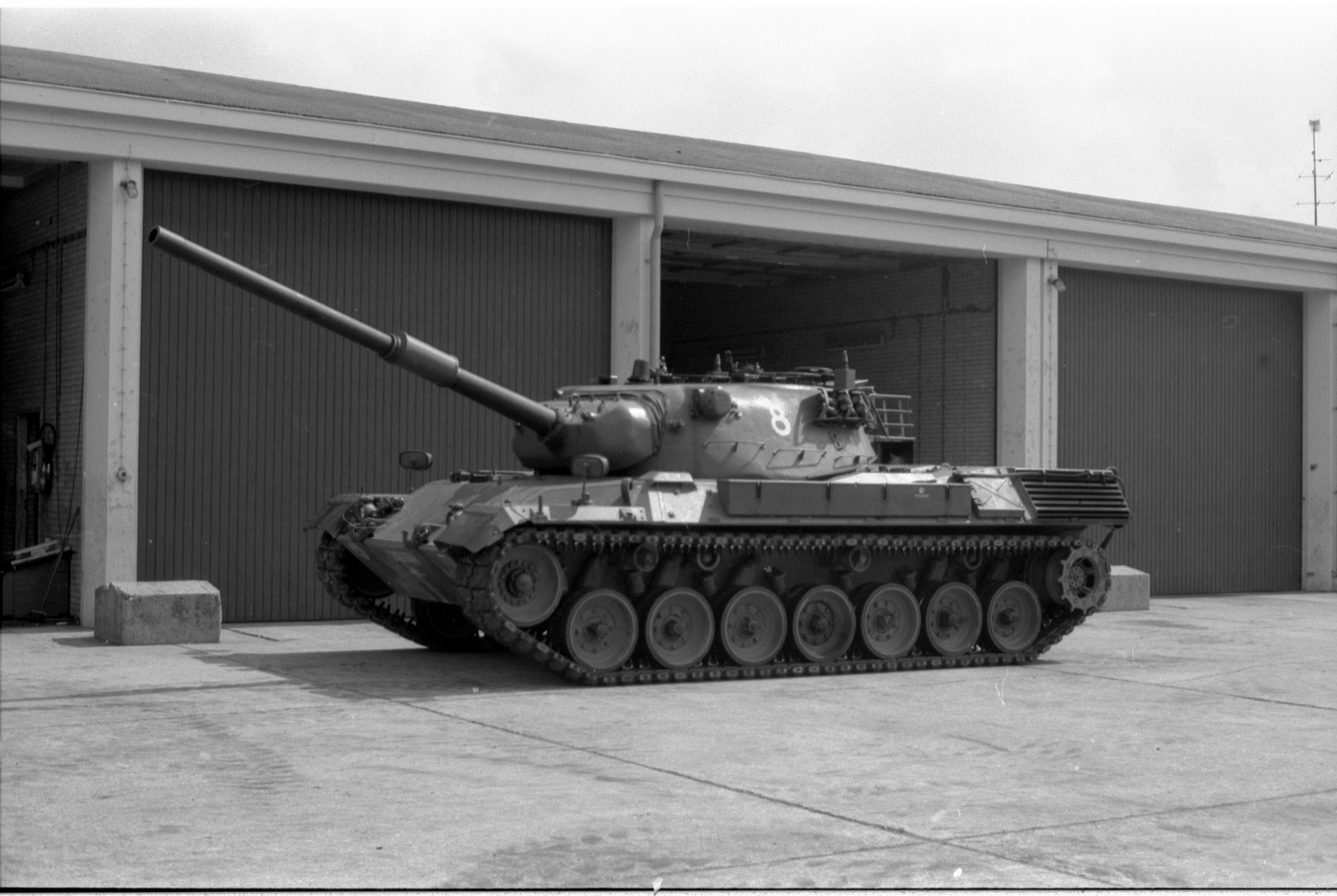
Leopard 1 tank 1979, Amersfoort

Nederland kocht 468 stuks van de A1 uit de vierde serie, gebouwd tussen oktober 1969 en maart 1972, als gedeeltelijke vervanging van de Centurion. De eerste bestelling op 27 december 1968 beliep 415 stuks (zesmaal 53 voor 6 bataljons en 97 voor de reservevoorraad) maar door de inval in Tsjechoslowakije in 1968 werden 53 extra tanks aangeschaft door de helft van de "Tsjechische injectie" aan te wenden om een extra bataljon te moderniseren. Dat bracht het aantal op zeven. Toen de Leopard 2 ingevoerd werd, bracht men het weer terug tot zes die nu alle het tankbataljon bij de pantserinfanteriebrigades gingen vormen; ook werden de verkenningsbataljons met achttien Leopard 1's uitgerust.
Tegelijk met de aanschaf van de 53 extra gevechtstanks, werden ook 30 bergingstanks besteld, dit aantal liep al snel op tot 51 aangezien het niet praktisch bleek de oudere Centurion bergingstanks bij de Leopard bataljons in te delen.

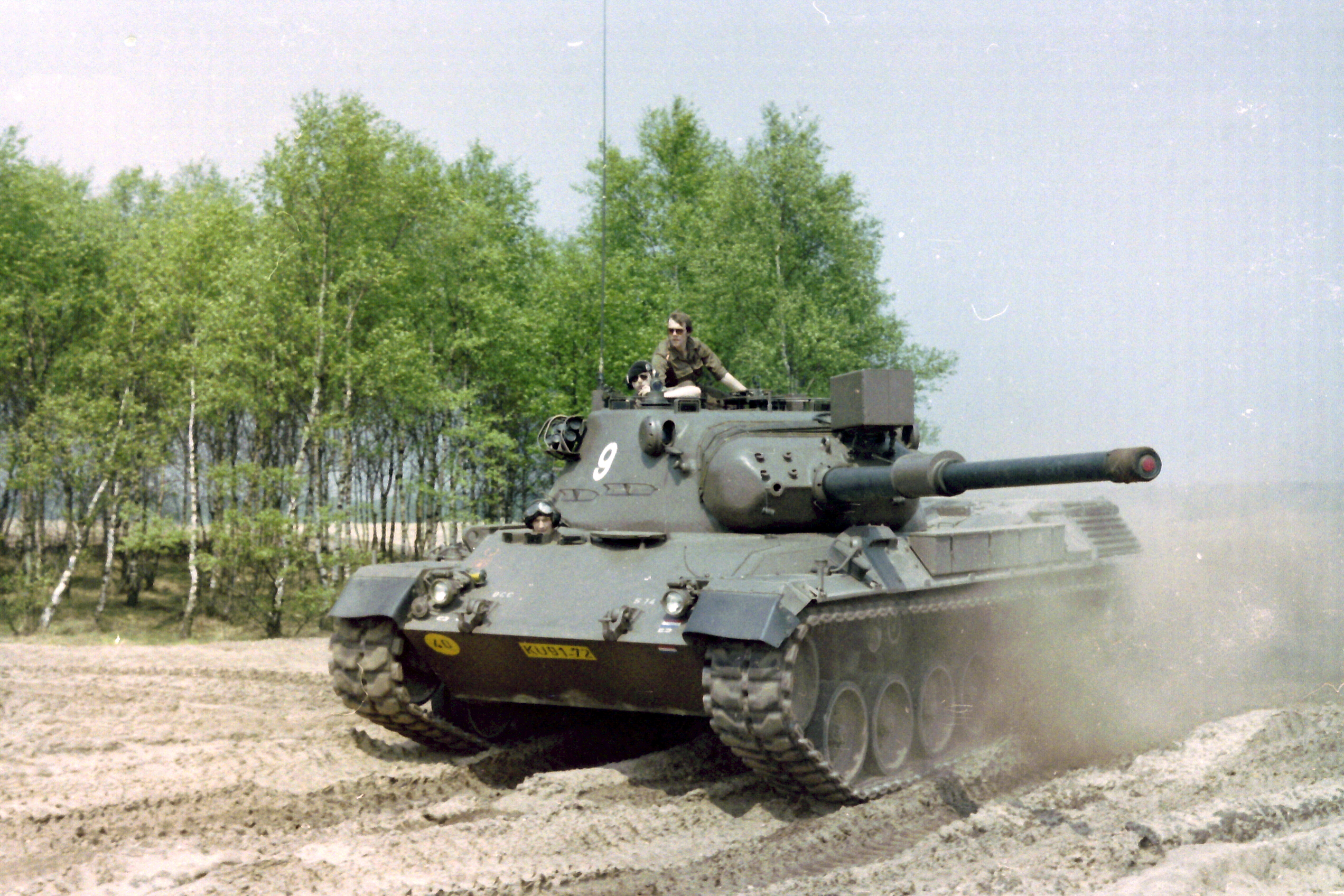
Leopard tank op Vlasakkers, Amersfoort, 1979

Midden jaren tachtig werd de sterkte van de (panserinfanterie-brigade) Leopard 1-bataljons gewijzigd van 52, met drie eskadrons van zeventien, naar 61, met twee eskadrons van zeventien tanks en twee eskadrons van dertien tanks (plus een tank voor de bataljonscommandant). Zo kon men het bataljon desnoods perfect splitsen ter ondersteuning van de twee infanteriebataljons in de brigade; men kon ook een zwaartepunt leggen van 47 tanks bij één infanteriebataljon, zonder het andere ongedekt te laten.
In 1987 was er nog geen geschikte opvolger in zicht geweest en men meende toen voor de keuze te staan tussen het aanschaffen van nog meer Leopard 2's of weer een nieuwe peperdure verbeteringsronde. Nederlands tegenwoordige 1V's zijn verbeterde versies van de basis Leopard 1. De V staat voor verbeterd. De 1V's zijn uitgerust met een kanonstabilisatiesysteem, een laserafstandsmetingssysteem, een vuurcontrolecomputer, afstandspantser en FN 7,62 mm-machinegeweren. De verbeteringen zijn geleidelijk ingevoerd. In 1983 bleek het nieuwe vuurleidingsysteem niet te werken, zodat in een tijd van vrij grote spanningen eigenlijk de halve landmacht niet inzetbaar was. De Algemene Rekenkamer uitte in 1990 grote kritiek op de kostenoverschrijdingen waardoor aan het project 1,3 miljard gulden moest worden uitgegeven, het drievoudige van de aanschafprijs. 
In de loop van de jaren negentig werden alle Leopard 1's uitgefaseerd en niet vervangen. De meeste zijn gratis geleverd aan Griekenland en verkocht aan Chili. Van de vijftig die resteren staat een aantal in musea of dient als monument, veertien dienen als schietdoel, vier zijn omgebouwd tot ondersteuningsvoertuig voor amfibische landingen voor het Korps Mariniers, één is omgebouwd tot rijopleidingsvoertuig en één romp dient voor elektronische oorlogsvoering.
In 1996 probeerde Nederland 52 Leopard 1's aan Botswana te leveren, tegen het verzet van Jan Pronk in samen met 279 DAF YA-4440 vrachtwagens voor 23 miljoen gulden verkocht in 1995. De export werd echter door Duitsland, dat het recht heeft zijn veto uit te spreken over iedere wederverkoop aan partijen die geen NAVO-lid zijn, verboden. In 2005 gaf Nederland nog dertien stuks Leopard 1 op aan de VN.
- Noorwegen: 170 1A5NO/1A5NO2

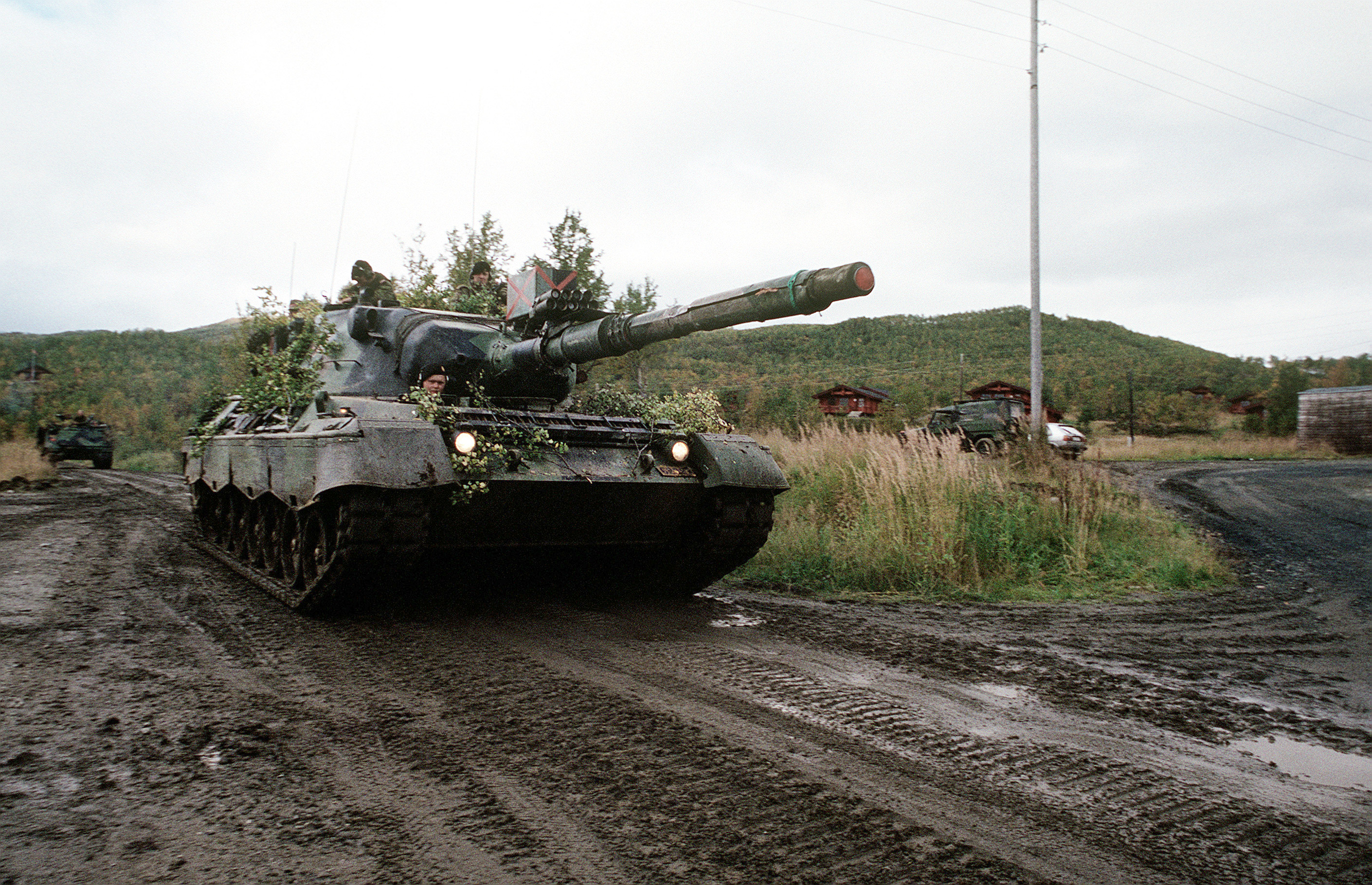
Een Noorse Leopard 1A1A1 (1988).

Noorwegen ontving zijn eerste 78 1A1NO's in 1971 tussen januari en juli, na een order op 22 november 1968. Deze waren gelijk aan de 1A1. Een moderniseringsprogramma liep tot 1994 en bracht de tanks op de 1A5-standaard. Het land ontving daarop nog 92 1A5's die tot 1A5NO2 waren aangepast.
- Turkije: 417 Leopard 1A3T1/Leopard 1T

Turkije ontving, na een order in november 1980, officieel van 1982 tot 1983 77 nieuwe 1A3 (54 gebouwd door Krauss-Maffei en 23 gebouwd door MaK) uitgerust met het EMES 12A3-vuurleidingssysteem en PZB200 LLLTV-systeem. Daarvoor werd de productielijn weer opgestart voor 37 tanks, want in feite had men al acht A3's in 1976 geleverd en 32 in 1977. Daarna zag men af van eerdere plannen voor licentiebouw van 110 tanks. In 1990-1991 werden nog eens 150 Leopard 1A3's geleverd, die later gemoderniseerd werden tot de Leopard 1A3T1 (toevoeging ballistische computer EMES12A3). Nog eens 190 1A1A1/A1A4's werden later geleverd. 171 Leopard 1A1/A1A4's werden eind 2009 gemoderniseerd met het 'Volkan'-vuurleidsysteem ontworpen door Aselsan: een Turkse 2e generatie thermaal nachtkijker, nieuwe stabilisatie voor de 105 mm-kanon; coaxiaal wapen en schutters richtvizier, commandants onafhankelijke thermaal nachtkijker, laserafstandsmeter, digitale geavanceerde ballistische computer, wind-&tiltmeter, Turkse digitale radio met encryptie (Aselsan), battlemanagementsystemen, munitiereferentiesysteem, meteorologische en laadkamerwarmtemeter, externe laadbatterij, nachtkijker voor chauffeur. Deze tanks heten voortaan Leopard 1T en kunnen dezelfde prestaties leveren als de 3e generatie tanks zoals de Leopard 2A5/A6 of de M1A2 SEP, afgezien van zijn 105 mm-geschut en zijn iets mindere bepantsering voor hedendaagse munitie.
- Verenigde Arabische Emiraten: 36 OF-40

De Italiaanse bedrijven OTO Melara en FIAT ontwikkelden in 1977 een soort exportversie van de Leopard 1 die OF-40 werd genoemd. De tank werd ontwikkeld om de Duitse exportbelemmeringen te omzeilen. Hij lijkt weliswaar op het eerste gezicht sprekend op de Leopard 1 maar is toch een geheel nieuwe tank, met een licht afwijkende vorm. Achttien stuks hiervan werden in 1981 aan de VAE geleverd, gevolgd door nog eens 18 OF-40 Mk2's. De eerste 18 werden tevens verbeterd tot Mk2.

## Specificaties
- Brandstofvoorraad: 985 l
- Maximale klimhoek: 60%
- Maximale rolhoek: 30%
- Klimvermogen: 1,15 m
- Overschrijdingsvermogen: 3 m
- Waadvermogen: 2,25 m
- Waaddiepte met snorkel: 4 m
- Rotatie geschuttoren: 360°

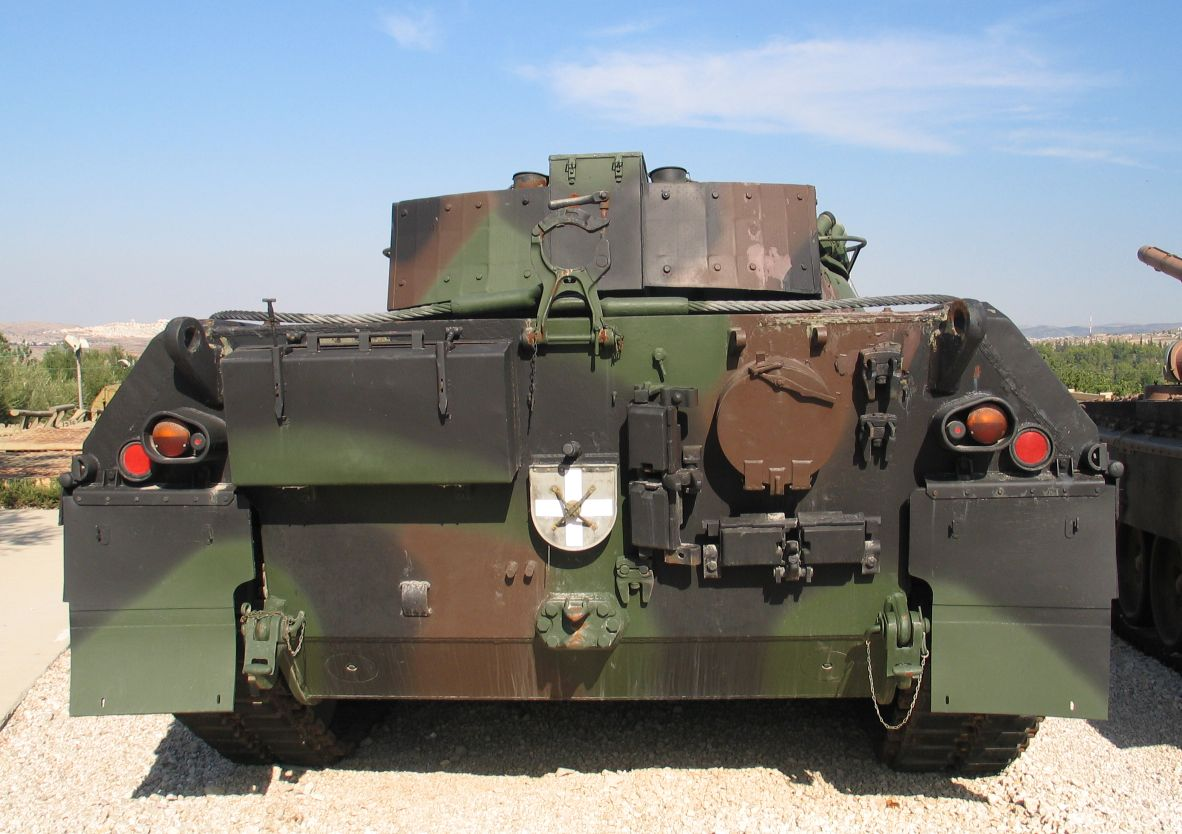
De achterkant van de A5

- Elevatie kanon: 20°; domping: 9° (naar beneden)
- Munitievoorraad kanon: 60, 55
- Munitievoorraad machinegeweren: 5500
- Extra uitrusting: acht rookwerpers op toren

## Operationele geschiedenis
Afgezien van een incident in Bosnië waarbij een Deense Leopard 1A3 van SFOR betrokken was, heeft de Leopard 1 nooit strijd geleverd, wat men meestal pleegt te zien als een teken van zijn succes.
Naar aanleiding van de heropstart van de productie in 2024 werd de tank ook ingezet in de Russische invasie van Oekraïne sinds 2022.

## Varianten
Naast de gevechtstank diende het chassis van de Leopard 1 voor de ontwikkeling van een hele familie hulpvoertuigen. Deze omvat de:
- Bergepanzer 2: een pantserrupsbergingsvoertuig, ontwikkeld vanaf oktober 1961; de twee eerste prototypes werden op 29 april 1964 afgeleverd; het eerste serievoertuig op 9 september 1966; tot april 1969 werden er 621 geproduceerd, serienummers uit de reeks 9001-9799. Van 1977 tot 1978 werden nog eens honderd voertuigen gemaakt voor het bergen van de Gepard, deze waren van een krachtiger type, de Bergepanzer 2 A2, serienummers 9800-9899. In totaal zijn er 544 direct geleverd aan Duitsland, 36 aan België, 69 aan Italië, 52 aan Nederland, zes aan Noorwegen, zes aan Australië en acht (van de verbeterde versie daar TAURUS genaamd) aan Canada, vier aan Turkije en vier aan Griekenland. Later zou Duitsland nog zes stuks aan Australië leveren. Italië bouwde later nog eens 68 bergingstanks.

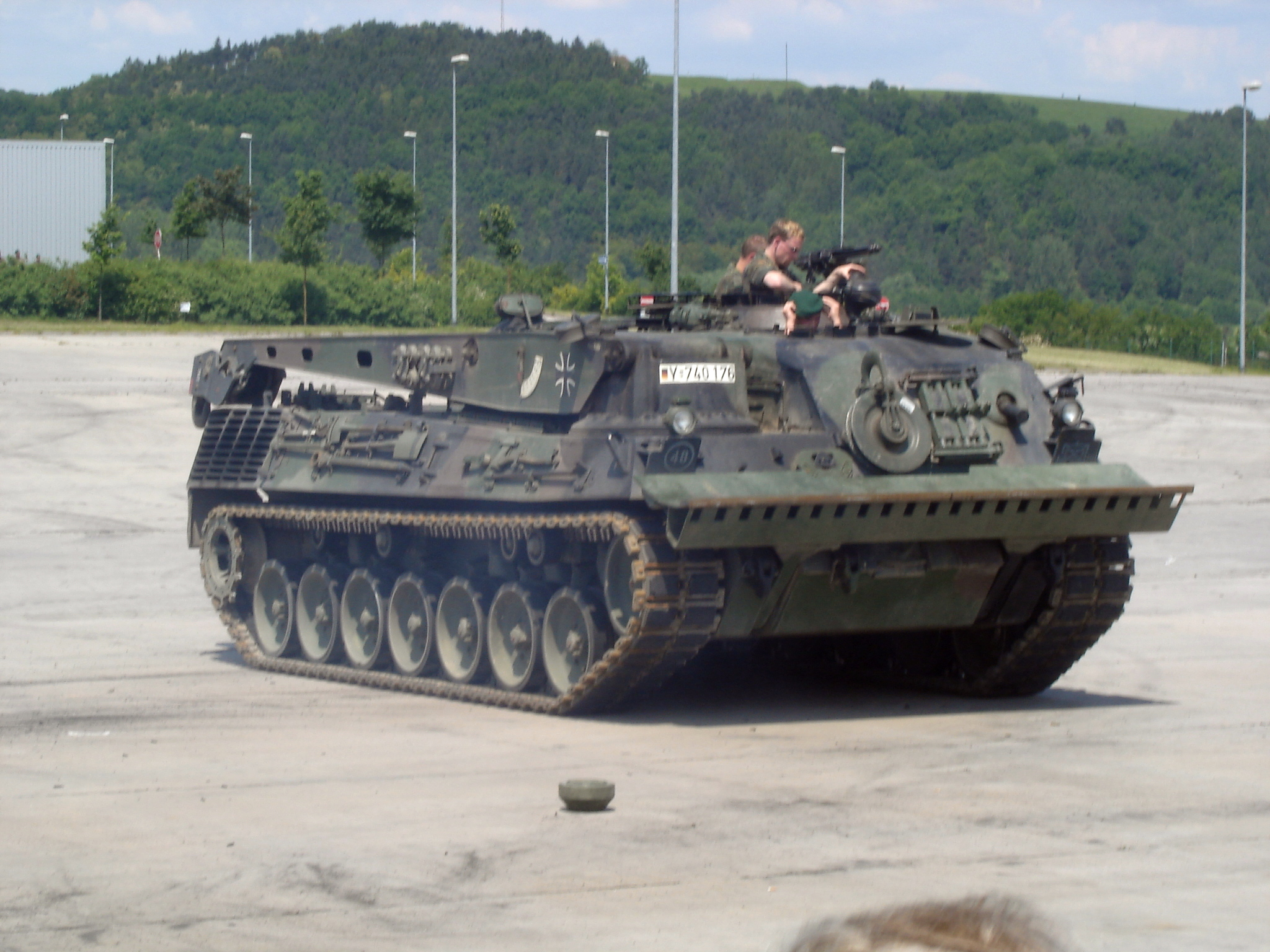
Duits pantserrupsbergingsvoertuig

- Pionierpanzer ofwel Bergepanzer 2 A1: een genietank, met krachtiger dozerblad en kraan en een zware boor. Tussen mei 1968 en augustus 1969 zijn er 36 aan Duitsland geleverd, zes aan België, veertien aan Nederland en twaalf aan Italië; serienummers uit de reeks 10001-10999. Duitsland bouwde vanaf 1989 alle Pionierpanzer en verder 104 uitgefaseerde Bergepanzer om tot de Pionierpanzer 2 Dachs. Italië bouwde zelf 28 genietanks. Nederland verwierf later nog elf systemen, Canada negen met de naam Badger. Noorwegen liet eind jaren negentig een aantal chassis in Noorwegen ombouwen tot Ingeniørpanservogn, een krachtiger versie met beter waadvermogen en liet zich ook een prototype leveren van een mijnenruimer, die in Kosovo nog ingezet werd.

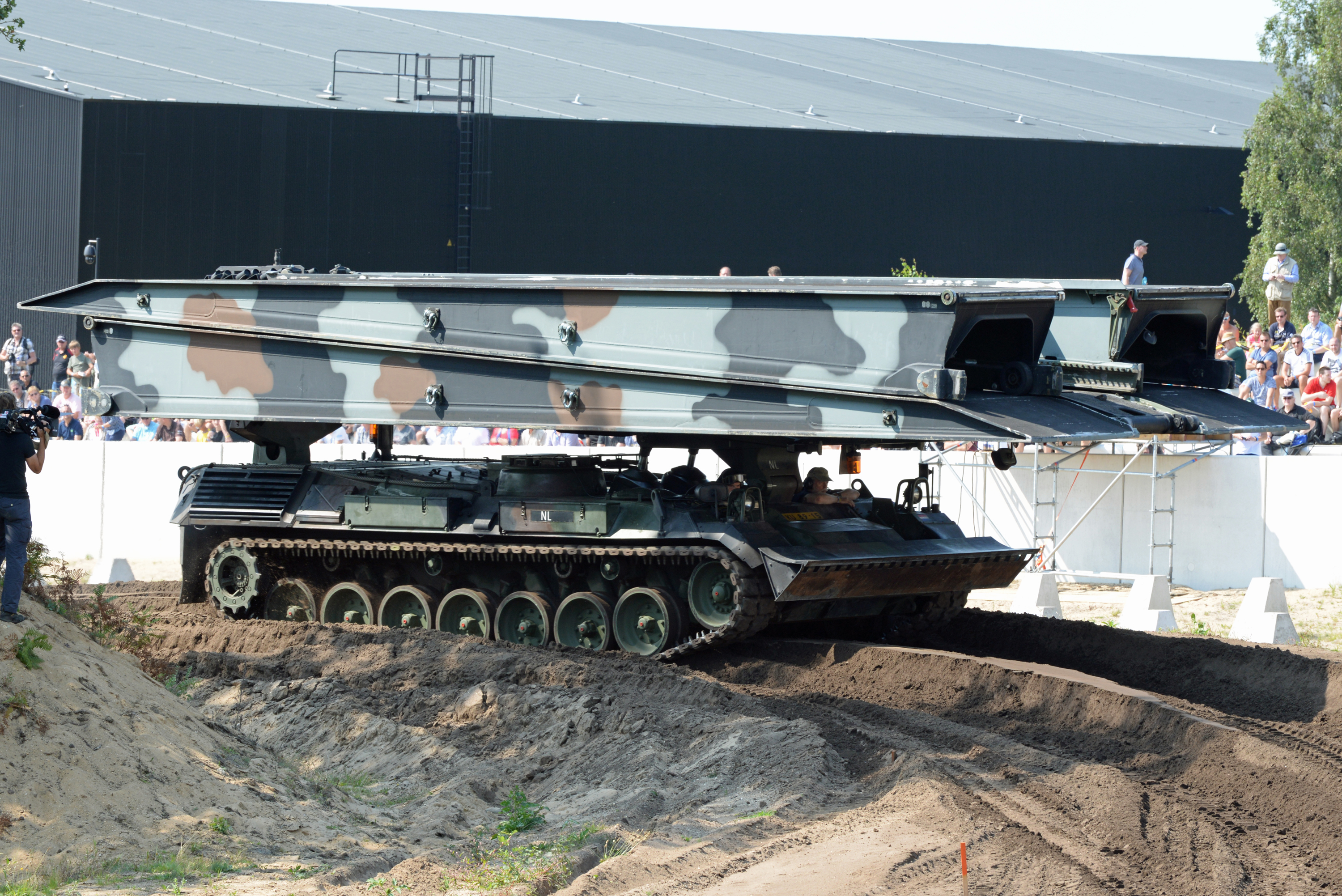
Leopard bruggenlegger

- Leopard bruggenleggerBrückenlegepanzer ofwel Biber: een bruggenlegger. Op 24 september 1968 werden twee prototypes besteld bij Krauss-Maffei, die exact een jaar later geleverd werden. De meer geavanceerde A-versie met teleskopisch uitschuifbare geleiderails werd in augustus 1971 verworpen en de keuze viel op de B-versie waarbij het voorste deel van de 22 meter lange brug eerst onder het erboven gedragen achterste deel doorschuift, waarna ze verbonden worden en enkel door de tank ondersteund gelegd worden. Ook zo wordt een opvallend naar boven uitklappen, zoals vroegere systemen hadden, voorkomen. Aan Duitsland zijn er vanaf november 1973 105 geleverd, veertien aan Nederland, vijf aan Australië en zes aan Canada; serienummers uit de reeks 11001-11999. Nederland verwierf later nog eens elf systemen. Italië bouwde zelf 64 bruggenleggers. In 1999 besteldë België bij Kraus-Maffei nog eens negen bruggenleggers, die op oude Belgische chassis gebouwd werden en gebruik konden maken van zestien exemplaren van de door MAN gebouwde Panzerschnellbrücke Leguan, die een gewicht kan dragen van zeventig in plaats van vijftig ton en een lengte heeft van 26 meter.
- Fahrschulpanzer: een rijopleidingsvoertuig waarbij de toren was vervangen door een lescabine waarin de instructeur plaats kon nemen. Het uitzicht werd zo verbeterd, wat geen overbodige luxe was in het dichtbevolkte Europa. De romp werd speciaal verzwaard om het ontbreken van de zware toren te compenseren. Zestig van deze voertuigen zijn tussen mei 1978 en februari 1979 aan Duitsland geleverd. De rompen waren in geval van oorlog met een normale toren uit te rusten. Ook België (12) en Nederland (12) schaften het voertuig nieuw aan; Australië zou later een aantal exemplaren verwerven.

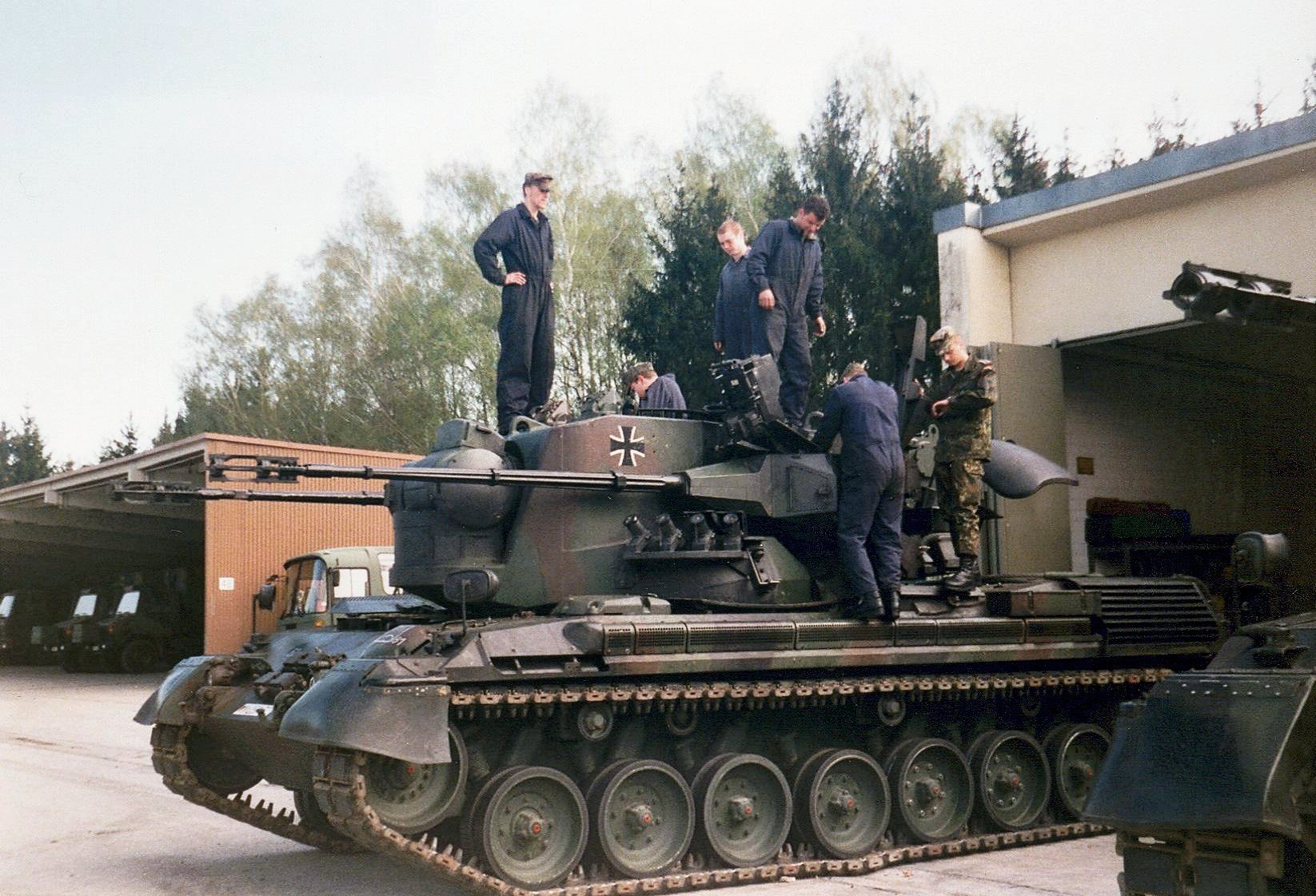
Bundeswehr uitvoering van de Gepard

- Flakpanzer Gepard: een luchtafweertank ontwikkeld vanaf 1963; in 1965 werden drie onderstellen uit de 0-serie bestemd om als prototypes te dienen (PT 301-303); in 1969 werden nog eens vier prototypes besteld (PT 352-356). Opmerkelijk is dat Nederland toen meteen een eigen prototype, PT 357, liet ontwikkelen. In 1970 werd een in januari gedane bestelling voor nog eens drie prototypen in juni geannuleerd: men koos toen voor een 35mm dubbelkanon van Oerlikon en niet voor een 30 mm type de Matador. Hierop werden in 1973 door Duitsland twaalf en door Nederland vijf voorserievoertuigen besteld. Van december 1976 tot 1980 werden 432 Gepard-koepels aan Duitsland geleverd voor 420 voertuigen (serienummers 35001-35420) en vanaf 1977 55 stuks aan België (serienummers 35601-3565). Nederland liet 95 stuks van zijn drie aparte bouwseries vervaardigen (serienummers 35501-35595), de CA1, CA2 en CA3 met een eigen doelzoek- en richtradar, ontwikkeld bij Hollandse Signaalaparaten. Dit was de zogenaamde PRTL (PantserRupsTegenLuchtdoelen), in de soldatenmond al snel "Pruttel" genoemd. Door een misverstand — er werd een foto verspreid van een voertuig uit de C-compagnie dat toevallig die individuele naam op het chassis droeg — dacht de internationale pers dat de Nederlandse versie de "Cheetah" heette en kwam dat zo in alle boeken terecht —behalve in Frankrijk waar pantserhistoricus Pierre Touzin een foto had gezien van de Cesar [sic]; eind jaren negentig heeft men dit alsnog de officiële naam gemaakt.
- Beach Armoured Recovery Vehicle (BARV): Dit is een speciaal strandbergingsvoertuig dat ter vervanging van de Centurion BARV voor het Nederlandse Korps Mariniers is ontwikkeld. De voertuigen zijn bedoeld om landingsvaartuigen vlot te duwen en voertuigen uit het zand te trekken. De vier voertuigen, Hercules, Samson, Titan en Goliath genaamd, zijn verdeeld over de 2 bootcompagnieën en doen dienst op de amfibisch transportschepen Zr. Ms. Rotterdam en Zr. Ms. Johan de Witt. Deze BARVs hebben in plaats van de tankkoepel een sterk verhoogde (3,35 meter) waterdichte opbouw, een scheepsbrugvormige cabine met ramen van 80mm dik pantserglas, waardoor in de branding gewerkt kan worden met een voldoende uitzicht en zonder dat de bergingstank zelf volloopt. De Britten hebben vier soortgelijke voertuigen op Leopard 1A5-chassis laten bouwen, die ze Hippo BARV noemen.

Hiernaast is het onderstel van de Leopard 1 gebruikt voor een aantal prototypen van onder meer pantserhouwitsers, raketartillerie en zware luchtafweertanks; onderdelen van de Leopard 1 zijn ook voor latere voertuigen gebruikt. De Duitse artillerie heeft van een aantal oude gevechtstanks het kanon vervangen en gebruikt ze nu als Panzerbeobachtungswagen, artilleriewaarnemingsvoertuig.